# پپسی مکس و جف گوردون: آزمون رانندگی

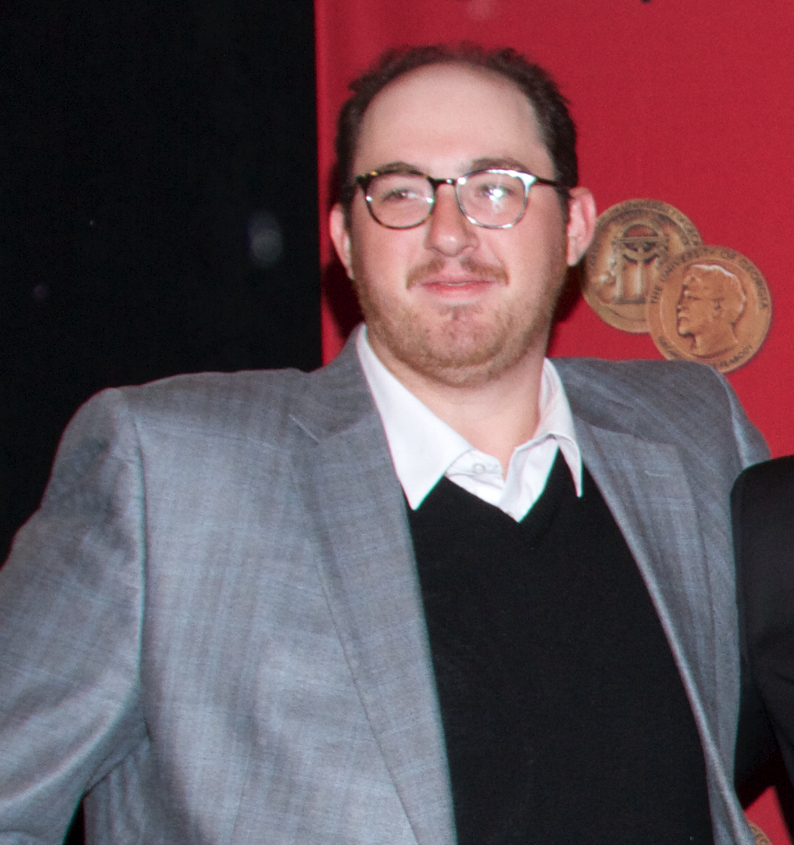
تصویر

پپسی مکس و جف گوردون: آزمون رانندگی (به انگلیسی: Pepsi MAX & Jeff Gordon Present: Test Drive) یک فیلم کوتاه محصول سال ۲۰۱۳ به کارگردانی پیتر آتنکیو و حضور جف گوردون ستارهٔ مسابقات نسکار است.
این فیلم در ۱۲ مارس ۲۰۱۳ روی کانال یوتیوب پپسی قرار گرفت.
این ویدئو تا جوان ۲۰۱۴، بیش از ۴۲ میلیون تماشاگر را بخود جذب کرد

## داستان
در ویدئو، گوردون با تغییر قیافه به یک مرد مسن تغییر می‌کند. نمایش از یک نمایندگی فروش خودرو در کارولینای جنوبی شروع می‌شود. وی خودش را به فروشنده مایک معرفی می‌کند.
فروشنده به گوردون یک تست رانندگی پیشنهاد می‌کند و گوردون با یک رانندگی بی‌پروایانه و سریع فروشنده را شوکه می‌کند.
پس از پخش این ویدئو تراویس اکلسکی از سایت jalopink ویدئو را متهم به جعلی بودن کرد.
به دنبال این اتهام در فوریهٔ ۲۰۱۴، گوردون به عنوان یک راننده تاکسی سابقه دار ظاهر می‌شود و با یک برنامه‌ریزی هشت‌ماهه برای این اقدام، با سوار کردن تراویس به عنوان مسافر بدون هماهنگی با وی، او را در یک تعقیب و گریز با ماشین پلیس قرار می‌دهد.